# ميلاني بيرنير
ميلاني بيرنير هي متسلقة جبال تزلج ‏ كندية، ولدت في 27 أبريل 1981.